# Super Smash Bros. Ultimate
Super Smash Bros. Ultimate — игра-кроссовер в жанре файтинга из серии Super Smash Bros., разработанная компаниями Bandai Namco Studios и Sora Ltd. Игра была издана компанией Nintendo для игровой приставки Nintendo Switch 7 декабря 2018 года. Игра является пятой частью в серии Super Smash Bros., и пришла на смену Super Smash Bros. for Nintendo 3DS и Wii U. Игра следует традиционному стилю игрового процесса серии: управляя одним из различных персонажей, игроки должны использовать различные атаки, чтобы ослабить своих противников и выбить их с арены.

## Игровой процесс
Super Smash Bros. Ultimate — нетрадиционный файтинг, в котором перед игроками стоит цель в виде ослабления и выбивания оппонентов с арены. В игре присутствует несколько игровых режимов — базовый режим «против», в котором до 8 противников, управляемых человеком или компьютером, могут сражаться друг с другом; режим «смэш», позволяющий до восьми игроков сражаться индивидуально или в составе команды; и различные режимы для одиночного игрока для практики и тренировки. В большинстве режимов в начале матча игрокам даётся фиксированное количество жизней; когда персонаж выбит с экрана, игрок теряет одну жизнь и, если у него на тот момент оставались жизни, возрождается вскоре после этого. Если игрок потерял все жизни, он выбывает из игры.
Все персонажи были обновлены, им были выданы новые движения и способности, причём многие персонажи были перебалансированы на основе отзывов игроков прошлых игр серии. У некоторых персонажей, у которых есть способности, требующие зарядку, отображается видимая полоса заряда на их иконке для того, чтобы игроки могли отслеживать состояние заряда способности, — например, иконка Клауда из Final Fantasy VII показывает прогресс наполнения заряда его специальной способности, «Limit Break». У игроков нет доступа ко всем персонажам сразу, и им нужно открывать их путём прохождения различных внутриигровых испытаний.
У игры большая совместимость с различными геймпадами, включая контроллер для GameCube через соответствующий адаптер. Ultimate также поддерживает существующие фигурки Amiibo для любого игрового бойца, они будут давать уникальные способности при использовании с NFC сенсорами на геймпадах Joy-Con и Pro Controller. Данная поддержка распространяется на все серии фигурок Amiibo. Кроме этого, в игре будут как арены из предыдущих игр серии, так и новые, например, «Муренские башни» из серии Splatoon. Некоторые новые персонажи также были добавлены в виде неиграбельных трофеев, например, Бомбермен.

### Персонажи
В игре собраны персонажи из различных франшиз Nintendo, а также из некоторых сторонних игр — к примеру, Солид Снейк, Ёж Соник, Мегамен, Пэкмэн, Рю, Клауд Страйф, Байонетта, Саймон и Рихтер Бельмонты. Ultimate содержит всех персонажей из всех предыдущих игр серии Super Smash Bros., включая тех, которые ранее издавались в виде дополнительного загружаемого контента. Кроме этого, персонажи, которые ранее были дополнительными костюмами основных бойцов, теперь называются «Эхо-бойцами» и имеют схожие с другими персонажами наборы движений. Например, принцесса Дейзи из игр Mario, которая ранее была костюмом принцессы Пич в других играх серии Smash Bros., теперь является индивидуальным Эхо-бойцом в Ultimate.
Также некоторые персонажи получили обновлённую внешность — например Марио получил шапку-компаньона Кеппи из Super Mario Odyssey, а у Линка появился третий вариант на основе его одеяния из игры The Legend of Zelda: Breath of the Wild. Отдельные персонажи также имеют альтернативную внешность — например, у Боузера-младшего можно выбрать внешность любого другого Купалинга.
Новые анонсированные персонажи включают Инклингов из серии Splatoon, Ридли из серии Metroid, Саймона Бельмонта из серии Castlevania, Кинг К. Рoля из серии Donkey Kong, и Изабель из серии Animal Crossing. Кроме них были добавлены Эхо-бойцы, такие, как Принцесса Дейзи из серии Mario, Рихтер Бельмонт из серии Castlevania, основанный на Саймоне, Кром из Fire Emblem Awakening и Тёмная Самус из серии Metroid Prime. Анонсированных играбельных персонажей в Ultimate больше 70-ти, что уже сделало игру самой большой по количеству персонажей в серии. Из-за высокого количества персонажей Nintendo предупредила игроков, что в Ultimate может не быть большого количества новичков по сравнению с предыдущими играми в серии.
17 апреля 2019 года Джокер из Persona 5 стал загружаемым персонажем.
30 июля 2019 объявили, что Герой из Dragon Quest будет доступен как загружаемый контент.
В начале сентября 2019 года стал доступен загружаемый боец Банджо и Казуи из Banjo Kazooie.
В сентябре 2019 года стало известно, что Терри Богард из серий Fatal Fury и The King of Fighters станет загружаемым персонажем.
В конце января 2020 был выпущен игровой персонаж Байлет (мужской и женский пол) из Fire Emblem: Three Houses.
22 июня 2020 был объявлен новый загружаемый боец Минь-Минь из игры Arms.
1 октября 2020 Сакураи объявил в прямом эфире, что Стив (и ещё несколько его скинов) из Minecraft станет играбельным бойцом.
10 декабря 2020 на мероприятии Game Awards стало известно, что антагонист игры Final Fantasy VII Сефирот вступит в бой.
17 февраля 2021 в начале Nintendo Direct были представлены новые бойцы в виде Пайры и Мифры из RPG Xenoblade Chronicles 2.
15 июня 2021 на Е3 2021 было объявлено, что Кадзуя Мисима из Tekken станет бойцом.
Финальный боец, Сора из Kingdom Hearts, был анонсирован 5 октября 2021 года.
Так же в качестве костюмов для Mii стрелков доступны Санс из Undertale, Чашек из Cuphead, кот Моргана из Persona 5, персонажи из Monster Hunter: Rise и другие.

## Разработка
Super Smash Bros. Ultimate впервые была показана 8 марта 2018 тизером во время Nintendo Direct, под временным названием Super Smash Bros., и далее формально анонсирована во время презентации Nintendo на Electronic Entertainment Expo 2018.
Ultimate разрабатывается компаниями Bandai Namco Studios и Sora Ltd., той же командой, что работала над Super Smash Bros. for Nintendo 3DS and Wii U под управлением Масахиро Сакурая. Целью Сакурая относительно Ultimate было включение всех персонажей из прошлых игр, при этом он упомянул, что знает, какая это сложная проблема и для разработки, и для лицензирования. Он также хотел изменить способности персонажей для того, чтобы ускорить игру. Сакураи отметил, что серия является одним из важнейших бестселлеров Nintendo и что у игры есть преданная база фанатов, которую он не хочет разочаровать, и поэтому ему нужно удовлетворить обе группы. Кроме этого, стало известно, что Дэвид Хейтер вернётся к озвучке Солида Снейка для игры.
Игровой движок Ultimate был написан с нуля и не является обновлённой версией движка Super Smash Bros. for Wii U. Менеджер по локализации Нейт Бильдорф отметил, что у движка значительно улучшены эффекты освещения и рендеринг текстур, отчего графика стала ещё лучше, чем у игры для Wii U.

## Отзывы прессы и популярность
| Сводный рейтинг       | Сводный рейтинг |
| Агрегатор             | Оценка          |
| --------------------- | --------------- |
| GameRankings          | 92,17 %         |
| Metacritic            | 93/100          |
| Иноязычные издания    |                 |
| Издание               | Оценка          |
| Destructoid           | 9,5/10          |
| Edge                  | 9/10            |
| EGM                   | 9,5/10          |
| Eurogamer             | [ 23 ]          |
| Famitsu               | 38/40           |
| Game Informer         | 9,5/10          |
| GamePro               | 87/100          |
| GameSpot              | 9/10            |
| GamesRadar+           | [ 28 ]          |
| IGN                   | 9,4/10          |
| Nintendo Life         | 10/10           |
| USgamer               | [ 31 ]          |
| Power Unlimited       | 10/10           |
| The Guardian          | [ 33 ]          |
| PCMag                 | [ 34 ]          |
| Русскоязычные издания |                 |
| Издание               | Оценка          |
| «Игромания»           | [ 35 ]          |
| «Канобу»              | 9/10            |

Игра была тепло встречена прессой и имела высокий уровень продаж. На сайте-агрегаторе Metacritic игра имеет оценку 93 балла из 100 возможных. За первые три дня в Японии было продано 1,2 миллиона копий игры. Игра стала самой быстрораспродаваемой игрой для Switch, за 11 дней в США было продано более трёх миллионов копий игры.